# طغرل الثالث
رکن الدنیا والدین طغرل الثالث (توفي 1194) هو آخر سلاطين الدولة السلجوقية، وهو ابن السلطان أرسلان شاه ووريثه في المُلك. عُرف ببراعته في الشعر الفارسي.
في 19 مارس 1194، لقي طغرل الثالث الهزيمة على يد علاء الدين تكش وقُتل قرب مدينة الري، وأُرسل رأسه إلى الخليفة العباسي أحمد الناصر لدين الله في بغداد، فسقطت بمقتله الدولة السلجوقية.